# Monsta X
Monsta X (Hangul: 몬스타엑스) er et sydkoreansk band under Starship Entertainment. Monsta X blev dannet via showet NO.MERCY i 2015. Monsta X bestod af 7 medlemmer: Shownu, Wonho, Minhyuk, Kihyun, Hyungwon, Jooheon og I.M. De havde deres debut den 14. maj 2015 med sangen Trespass.
I marts 2017 udgav gruppen deres første studiealbum og den sidste del af "The Clan"-serien The Clan pt. 2.5: The Final Chapter, Serien består af deres tredje og fjerde EP, The Clan Pt. 1 Lost og The Clan Pt. 2 Guilty, som begge kom ud i 2016. I maj 2017 underskrev Monsta X kontrakt med Mercury Tokyo og debuterede med singlen "Hero" i Japan.

## Historie

### 2014–2015: Debut med Trespass og comeback med Rush
Monsta X havde deres debut med sangen Trespass den 14. maj 2015, kort tid efter finalen på showet NO.MERCY. Der blev dannet en web serie kaldet Deokspatch som kan ses på Youtube, som kørte i 2 sæsoner. Den 1. september 2015 blev sangen "Rush" udgivet, samt en musikvideo for deres andet mini album med samme titel. 
Monsta X optrådte deres sange Trespass og Rush til Mnet Asian Music Awards i 2015 på den røde løber, og modtog prisen "Next Generation Asian Artist".

### 2016: The Clan pt.1 LOST og The Clan pt.2 GUILTY
Den 17. maj 2016 blev musikvideoen for sangen "All In" udgivet for deres tredje mini album The Clan pt.1< LOST>. Deres album var #5 på Billboards' World Albums Chart og havde pladsen i 2 uger. Musikvideoen for All In fik en million visninger på Youtube på 24 timer, og toppede Hanteo Chart i Korea, samt USA og Japans iTunes K-pop kategori med deres album The Clan pt.1< LOST>, som var et tegn på stigende popularitet. Deres første koncert Monsta X The First Live "X-Clan Origins" som blev holdt den 6. og 7. juni 2016, udsolgte billetterne på under 5 minutter. Den 7. august 2016 blev musikvideoen for sangen "Stuck" fra The Clan pt.1< LOST> udgivet, som en gave til deres fans, Monbebe.
Den 4. oktober blev musikvideoen for sangen "Fighter" udgivet, for deres fjerde mini album The Clan pt.2 <GUILTY>. Dette album er det andet album i The Clan trilogien. 

### 2017: The Clan Pt. 2.5: The Final Chapter, Japansk debut og Shine Forever
Monsta X deltog i KCON 2017 i Mexico den 18. marts og i Japan den 25. maj.  
Den 21. marts 2017 udgav Monsta X deres første album The Clan pt.2.5 "THE FINAL CHAPTER" samt en musikvideo for deres single Beautiful. Dette album er afslutningen på trilogien The Clan series. Deres sang "Beautiful" tog 1. pladsen på Billboards World Albums Chart.
Den 14. april udgav Monsta X den japanske version og musikvideo af sangen "Hero" som er på deres andet mini album Rush. Der blev også udgivet en japansk version af "Stuck", dog ingen musikvideo. Udover det havde de et møde med deres fans i Osaka, Japan.  
Den 2. juni blev det annonceret af Starship Entertainment at Monsta X ville udgive endnu et album kaldet Shine Forever: The 1st Album Repackage, som inkluderer alle sangene fra The Clan pt.2.5 "THE FINAL CHAPTER"  samt to nye sange - "Shine Forever" og "Gravity". Albummet og musikvideoen for "Shine Forever" blev udgivet den 19. juni, kun en dag efter deres to koncerter i Seoul den 17. og 18. juni i Olympic Hall, "Beautiful in Seoul", som er de to første stops til deres første verdensturne. Kort efter blev der udgivet flere datoer for deres turne, blandt andet koncerter i USA og Europa (Paris, Berlin og Moskva). 
Monsta X vil have deres japanske comeback i August, med en japansk version af "Beautiful" og "Ready or not". 

## Medlemmere
- Shownu (Hangul: 셔누) blev født Son Hyunwoo (Hangul: 손현우) den 18. juni 1992 i Chang-dong, Seoul, Sydkorea. Hans rolle i gruppen er lederen, vokalist og danser.[16]
- Wonho (Hangul: 원호) også kendt som Shin Hoseok (Hangul: 신호석), men født som Lee Hoseok (Hangul: 이호석) den 1. marts 1993 i Anyang, Gyeonggi-do, Sydkorea. Han er vokalist og danser.[16]
- Minhyuk (Hangul: 민혁), blev født Lee Minhyuk (Hangul: 이민혁), den 3. november 1993 i Gwangju, Sydkorea. Han er vokalist.[16]
- Kihyun (Hangul: 기현) blev født Yoo Kihyun (Hangul: 유기현) den 22. november 1993 i Goyang, Gyeonggi-do,Sydkorea. Han er en vokalist.[16]
- Hyungwon (Hangul: 형원) blev født Chae Hyungwon (Hangul: 채형원) den 15. januar 1994 i Gwangju, Sydkorea. Han er en vokalist.[16]
- Jooheon (Hangul: 주헌) blev født Lee Jooheon (Hangul: 이주헌) den 6. oktober 1994 i Daegu, Sydkorea. Han er rapper og vokalist.[16]
- I.M (Hangul: 아이엠) er hans kunsternavn, men er født Im Changkyun (Hangul: 임창균) i Gwangju, Sydkorea. Han er rapper og vokalist.[16]

## Reference
1. ↑  "日本デビューシングル『HERO』 5月17日 ユニバーサルミュージック 新レーベルMercury Tokyoより発売決定!!". BTS Universal Music Japan Page. Universal Music LLC, Japan. 27. marts 2017. Hentet 31. marts 2017.
2. ↑  Inden du fortsætter til YouTube
3. ↑  Inden du fortsætter til YouTube
4. ↑  "Arkiveret kopi". Arkiveret fra originalen 22. marts 2016. Hentet 8. juli 2017.
5. ↑  Inden du fortsætter til YouTube
6. ↑  World Albums Chart | Billboard
7. ↑  MONSTA X sell out first solo concert 'X-CLAN ORIGINS' in 5 minutes | allkpop
8. ↑  Inden du fortsætter til YouTube
9. ↑  "Arkiveret kopi". Arkiveret fra originalen 19. oktober 2017. Hentet 8. juli 2017.
10. ↑  Inden du fortsætter til YouTube
11. ↑  Inden du fortsætter til YouTube
12. ↑  Monsta X Scores First No. 1 on World Albums Chart With 'Beautiful' LP | Billboard
13. ↑  "Arkiveret kopi". Arkiveret fra originalen 19. august 2017. Hentet 8. juli 2017.
14. ↑  Shine Forever musikvideo
15. ↑  Arkiveret 10. juli 2017 hos  Wayback Machine [NEWS] MONSTA X is coming to Europe! — UnitedKpop
16. 1 2 3 4 5 6 7  몬스타엑스 :: 네이버 인물검색

Kildehenvisning